# 埃尔佩戈
埃尔佩戈，是西班牙卡斯蒂利亚-莱昂萨莫拉省的一个市镇。 总面积27平方公里，总人口444人（2001年），人口密度16人/平方公里。